# 결혼정보회사

결혼정보회사(結婚情報會社, 영어: dating agency, marriage bureau, marriage agency, matrimonial bureau, matrimonial agency)는 결혼 의사를 갖고 배우자를 만나고자 하는 남녀에게 어울리는 이성을 소개하는 역할을 전문적으로 수행하는 회사를 가리킨다. 과거 전통사회에서 중매인이 집안 사정을 잘 아는 남녀를 맺어주던 일을 현재는 일정 규모와 매칭시스템 등을 갖춘 결혼정보회사가 하고 있다고 보면 이해가 쉽다. 법률상 명칭은 ‘결혼중개업’이다.
결혼정보회사는 국내 결혼정보회사와 국제 결혼정보회사로 나뉜다. 국내 결혼정보회사는 관할관청에 신고를 하여야 하며, 국제 결혼정보회사는 관할관청에 등록을 하여야 한다.

## 업체 유형
국내 결혼정보회사를 일반, 노블, 재혼 전문으로 삼분(三分)하는 경우가 많으며. 기독교 만남, 탈북여성 만남 전문 회사도 있다. 상류층, 재혼 전문을 표방하는 업체들은 일부이며, 대부분의 결혼정보회사들은 초혼/재혼을 포괄하며, 일반 서비스와 함께 개인의 스펙, 혹은 만남대상의 희소성과 소개의 난이도 등을 고려해서 프리미엄, 노블, VIP 등으로 명명된 고급 서비스를 제공하고 있다.

## 서비스 이용
•회비
결혼정보회사와 계약을 맺으면 그 회사에 가입된 회원이 된다. 회비는 선불제와 후불제 방식이 있다. 선불제는 대다수 결혼정보회사가 채택한 연회비 개념으로 회원 가입시 1년치 소개비용을 한꺼번에 지불한 후 일정 횟수의 소개를 받는 방식이다. 한 명을 소개받을 때마다 횟수가 차감된다. 후불제는 소정의 가입비를 내고 소개받은 이성을 만날 때마다 결제하는 방식으로 연회비 선불제에 비해 비용 부담이 적어 결혼정보회사 진입이 용이하다.
•서비스 종류
결혼정보회사의 소개는 커플매니저가 회원의 이성상을 반영해서 상대를 찾아주는 방식과 본인이 원하는 이성의 조건을 입력해서 직접 찾는 방식이 있다. 수십년 전 결혼상담소 시절에는 상담사가 일일이 회원 카드를 찾아보면서 어울린다 싶은 남녀를 소개했지만, 결혼정보회사는 매칭시스템을 활용해 수천, 수만명의 회원들 중에서 상대를 찾아낸다. 소개풀이 넓을수록 소개가 원활하게 이뤄지며 적합도가 높아진다.
매칭시스템 등의 기술적인 진화가 없다면 회원이 아무리 많아도 소개되는 범위는 제한적일 수밖에 없다. 혹 결혼정보회사의 매칭시스템을 두고 ‘기계적’이라고 말하는 사람들도 있는데, 그런 사람들은 회원들을 몇백 명 보유하고 그 안에서 돌리면서 소개를 하는 업체들을 찾아가면 된다.
•개인정보 제공
결혼정보회사에 가입할 때는 자신의 인적사항을 입력해야 한다. 휴대폰 인증 등을 통해 신원을 확인하고, 배우자 선택 조건이 되는 학력, 직업, 보유 자산 등은 증빙서류를 제출해 신뢰도를 높인다. 중매혼이 성행하던 전통사회에서 중매인은 어느 집에 숟가락이 몇 개 있다는 것까지 알고 있었을 정도로 신상을 꿰고 있었다. 그렇지 않고서는 서로 어울리는 남녀를 맺어주기 힘들었기 때문이다.
마찬가지로 결혼정보회사는 데이트 상대가 아닌 배우자를 소개받는 곳이다. 개인정보가 정확하고 구체적일수록 상대를 잘 알 수 있고, 믿고 만날 수 있다.
회원은 또한 자신이 원하는 이성상에 대한 정보도 제공하게 돼 있다. 그러면 결혼정보회사는 이런 자료를 바탕으로 이성상에 가까운 상대를 찾아내서 매칭해준다

## 업계 현황
국내 최초의 결혼정보회사가 1991년에 설립됐다고 하니 결혼업계 역사는 30년이 넘었다. 1990년대 중반부터 몇몇 대형 결혼정보회사들이 광고를 통해 사세를 확장하면서 인지도가 높아졌고, 회원 수도 크게 증가했다. 이후 20여년 간 여성가족부에 등록된 국내⦁국제결혼중개업체가 2500여 곳에 이르고, 시장 규모는 1500억원에 달할 정도로 결혼업계는 비약적으로 성장했다.
하지만 워낙 많은 수의 회사들이 정해진 파이를 나눠먹는 상황에서 경제 침체, 결혼인식 변화 등으로 실적이 좋지 않아 문을 닫는 업체들도 늘고 있다. 그 결과, 2021년 2월 기준 여성가족부에 등록된 국내결혼중개업체는 776개, 국제결혼중개업체는 349개로 업체 수는 업계 전성기의 절반 밑으로 줄어들었다.
2010년대부터 한국 사회에서 결혼인구 자체가 감소하는 데다가 비혼 경향이 확산되면서 결혼업계 상황은 좋지 않다.
결혼정보업체의 주요 수입원은 회비이며, 그 회비의 대부분은 초혼 회원들로부터 나온다. 그런데 초혼 연령은 점점 높아지고 있어 결혼정보회사들의 고민이 커지고 있다. 통계청 발표 2020년 평균 초혼연령은 남성 33.23세, 여성 30.78세다.
최근 업계는 새로운 가능성을 재혼에서 찾고 있다. 결혼 인식의 변화로 결혼을 늦게 하거나 안하는 사람들도 많지만, 한편으로 재혼이 늘고 있고, 삼혼도 아주 드물지는 않다. 그래서 업체들마다 재혼 전문 커플매니저를 배치하거나 재혼의 특수성을 살린 서비스도 제공하고 있다.
또 국제결혼으로 영역을 확장하는 회사들도 늘고 있다. 하지만 한국에서는 국제결혼도 점점 감소하고 있는 상황이다.

## 이용시 주의사항
회원 확보를 위한 일부 결혼정보회사의 지나친 영업행태는 많은 지적을 받고 있다. 특히 회비를 많이 내면 원하는 상대를 무조건 찾아준다는 식으로 가입을 받아놓고 실제 소개는 회원의 기대치에 한참 못 미치는 경우가 많다. 실제로 이로 인한 클레임이 발생하고 있다.
결혼정보회사에서 상담 매니저와 관리 매니저가 다른 곳이 많다. 즉 상담할 때는 회원의 가입 결정을 이끌어내기 위해 많은 설명과 설득이 이뤄지지만, 실제 관리는 다른 매니저가 하기 때문에 그 약속이 지켜지지 않을 확률이 높다는 것이다.
결혼정보회사는 자판기 식으로 결혼상대를 찾는 곳이 아니다. 그렇게 말하는 회사가 있다면 절대 믿어서는 안된다. 책임지지 않을 약속을 하는 회사이기 때문이다.
그리고 결혼정보회사는 일반적으로 여성이 남성보다 많기 때문에 일부 전문직 남성들을 내세워 여성 회원들의 만남 횟수를 채우는 돌려막기식 만남도 이뤄진다. 남성들은 회비를 안내고, 또 대기하는 여성들이 많기 때문에 진정성 있는 만남이 될 수가 없다.

## 역사
대한민국에 설립된 최초의 결혼정보회사는 1986년에 설립된 에코러스 이후 소규모의 여러 회사가 난립하였다. 이후 1991년에 '선우 (기업)', 1995년에는 '듀오정보'가 설립되었다.
대한민국에 신흥강자로 우뚝선 노블레스뷰 결혼정보회사는 AI가 추천하는 맞춤형 성혼 서비스 제공을 하고 있다.

## 같이 보기
- 엔노블
- 선우 (기업)
- 듀오정보
- 노블레스수현
- 노블레스뷰